# Lamna (wieś)
Lamna (biał. Лямна; ros. Лемна, Lemna) – wieś na Białorusi, w obwodzie witebskim, w rejonie orszańskim, w sielsowiecie Zubawa. 